# Brandenburgisches Landesmuseum für moderne Kunst / Dieselkraftwerk Cottbus
Das Brandenburgische Landesmuseum für moderne Kunst | Dieselkraftwerk Cottbus (ehemalige Bezeichnung: dkw. Kunstmuseum Dieselkraftwerk Cottbus), niedersorbisch Muzej wuměłstwa dizelowa milinarnja, ist ein Kunstmuseum in der brandenburgischen Stadt Cottbus. Es ist ein Museum für zeitgenössische Kunst des Landes Brandenburg. Es befindet sich in dem Gebäude des ehemaligen Dieselkraftwerks Cottbus östlich der Altstadt im Goethepark.

## Geschichte des Museums

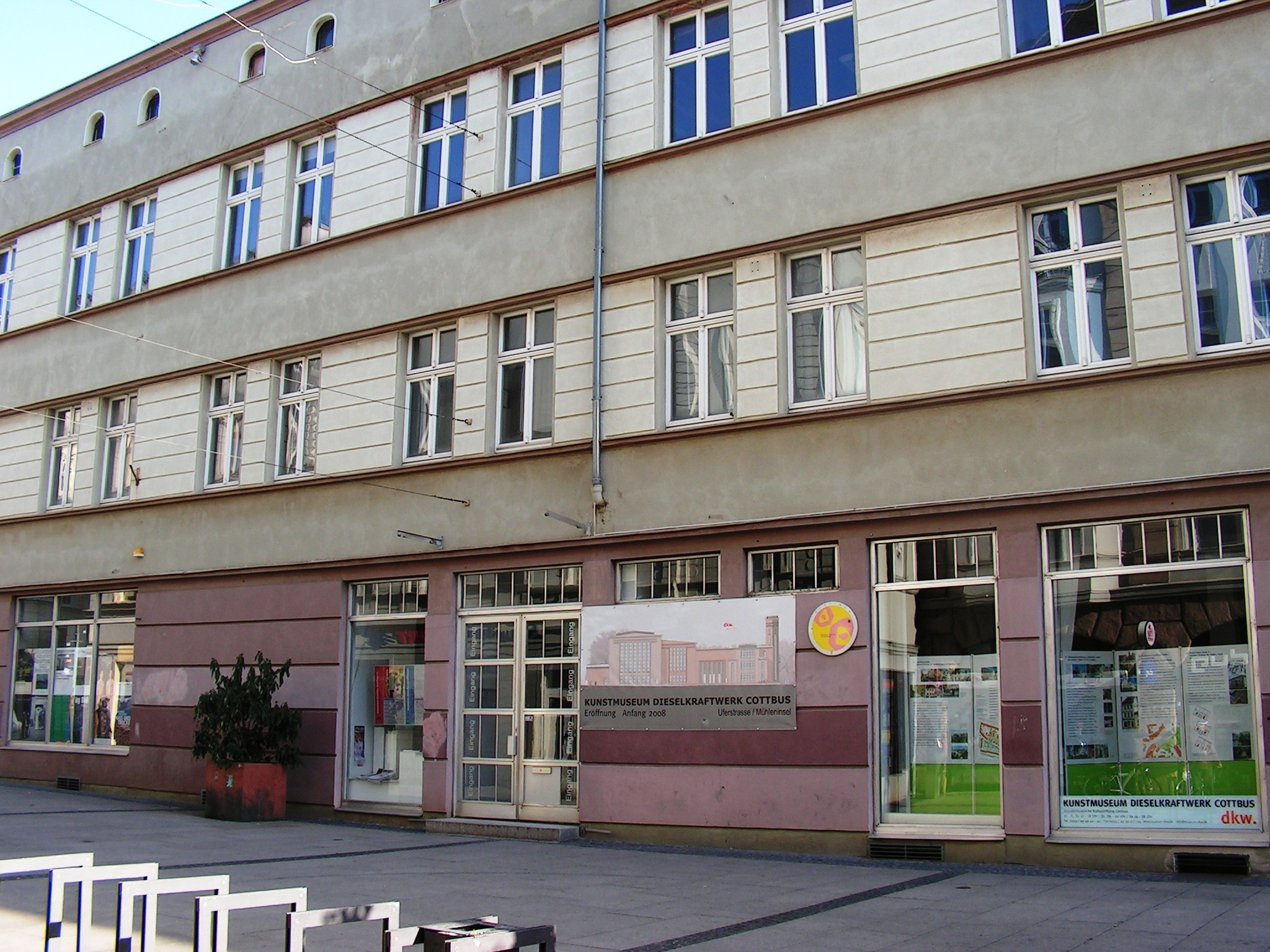
Ehemaliger Standort in der Spremberger Straße

Das Museum wurde 1977 als Abteilung des Bezirksmuseums Cottbus an der Spremberger Straße gegründet. Zunächst als Galerie für Gegenwartskunst firmierend, erhielt es 1984 die Bezeichnung Staatliche Kunstsammlungen Cottbus. Es war die dritte Neugründung eines Kunstmuseums in der DDR. Die Wahl fiel auf Cottbus, da die Stadt zu den wenigen Bezirksstädten gehörte, die bisher über kein eigenständiges Kunstmuseum verfügte. Nach der Gründung des Landes Brandenburg wurde es 1991 zum Landesmuseum und es folgte die Umbenennung in Brandenburgische Kunstsammlungen Cottbus. Seit Mitte 2004 arbeitet das Museum neben dem Staatstheater Cottbus unter der Trägerschaft der landeseigenen Brandenburgischen Kulturstiftung Cottbus-Frankfurt (Oder). 
Ein Namenswechsel fand im April 2006 in Vorwegnahme des zukünftigen Standortes in dkw. Kunstmuseum Dieselkraftwerk Cottbus statt. 2008 zog das Museum vom alten Standort, einem Wohn- und Geschäftshaus in der Spremberger Straße in der Altstadt, ins neue Quartier, dem ehemaligen Dieselkraftwerk im Goethepark am östlichen Rand der Innenstadt, um. Am 8. Mai 2008 fand die Neueröffnung statt. Der damals ca. 30.000 Werke bildender Kunst umfassende Sammlungsbestand beinhaltet Malerei, Handzeichnungen, Druckgrafik, Fotografie, Plakatkunst und Skulpturen von 1900 bis heute.
2017 fusionierte das Museum mit dem Museum Junge Kunst in Frankfurt (Oder) zum Brandenburgischen Landesmuseum für moderne Kunst (BLMK). Es beherbergt mit über 42.000 Werken die weltweit umfassendste, museale Sammlung von Kunst aus der DDR.

## Sammlungen
Nach ihrer Gründung konzentrierte sich die Sammlung zunächst auf die Bereiche Malerei, Plastik und Grafik. Später kamen die Themengebiete Fotografie und Plakatkunst sowie Künstlerbuch und Buchobjekt hinzu. Diese Vielfalt zeigt sich auch in der Selbstbeschreibung des Hauses als Museum für zeitgenössische Kunst, Fotografie und Plakat.
Bis in die 1990er Jahre gab es in den Bereichen Malerei und Skulptur ausschließlich Kunst der früheren DDR beziehungsweise von Künstlern, die nach der politischen Wende 1990 im Osten Deutschlands beheimatet waren. Heute reicht die Sammlung mit über 30.000 Werken vom Dresdner Expressionismus bis zur Gegenwart. Hierzu gehört eine umfangreiche grafische Sammlung mit Handzeichnungen, Druckgrafik, Künstlerbüchern, Rollos und Collagen. Der Sammlungsbereich Fotografie ist der quantitativ wie auch qualitativ umfangreichste Bestand an Autorenfotografie in den neuen Bundesländern. Die zunächst auf die ostdeutschen Regionen beschränkte Fotosammlung hat sich seit 1993 auch den Gegenwartstendenzen Westdeutschlands und anderer Länder geöffnet. Bereits im Jahre 1980 wurde eine internationale Sammlung der Plakatkunst als Dauerleihgabe übernommen. Durch Schenkungen und Ankäufe vergrößerte sich zudem die eigene Plakat-Sammlung. Ausstellungsreihen wie Plakate der Welt konnten internationale Strömungen in diesem Bereich aufzeigen.
Jährlich werden mehr als zehn Wechselausstellungen gezeigt, die sich dem Werk einzelner Künstler widmen oder thematische Aspekte präsentieren. Hierbei reicht das Spektrum von der klassischen Moderne bis zur zeitgenössischen Kunst und umfasst alle Sparten des Hauses. Neben Kunstwerken aus der Region zeigt das Museum auch Arbeiten von international bekannten Künstlern. Zu den Höhepunkten seit der Wende zählen Ausstellungen zu Arnulf Rainer, Andreas Müller-Pohle, Joseph Beuys, Klaus Staeck, René Groebli, A. R. Penck, Andy Warhol, Camille Graeser, Emil Schumacher, Emil Nolde oder Edvard Munch und Marc Chagall sowie Pablo Picasso. 2010 war im Kunstmuseum Dieselkraftwerk Cottbus die Ausstellung Farbwelten. Von Monet bis Yves Klein. Werke der Klassischen Moderne aus den Kunstmuseen Krefeld zu sehen.

## Architektur und Geschichte des Kraftwerks

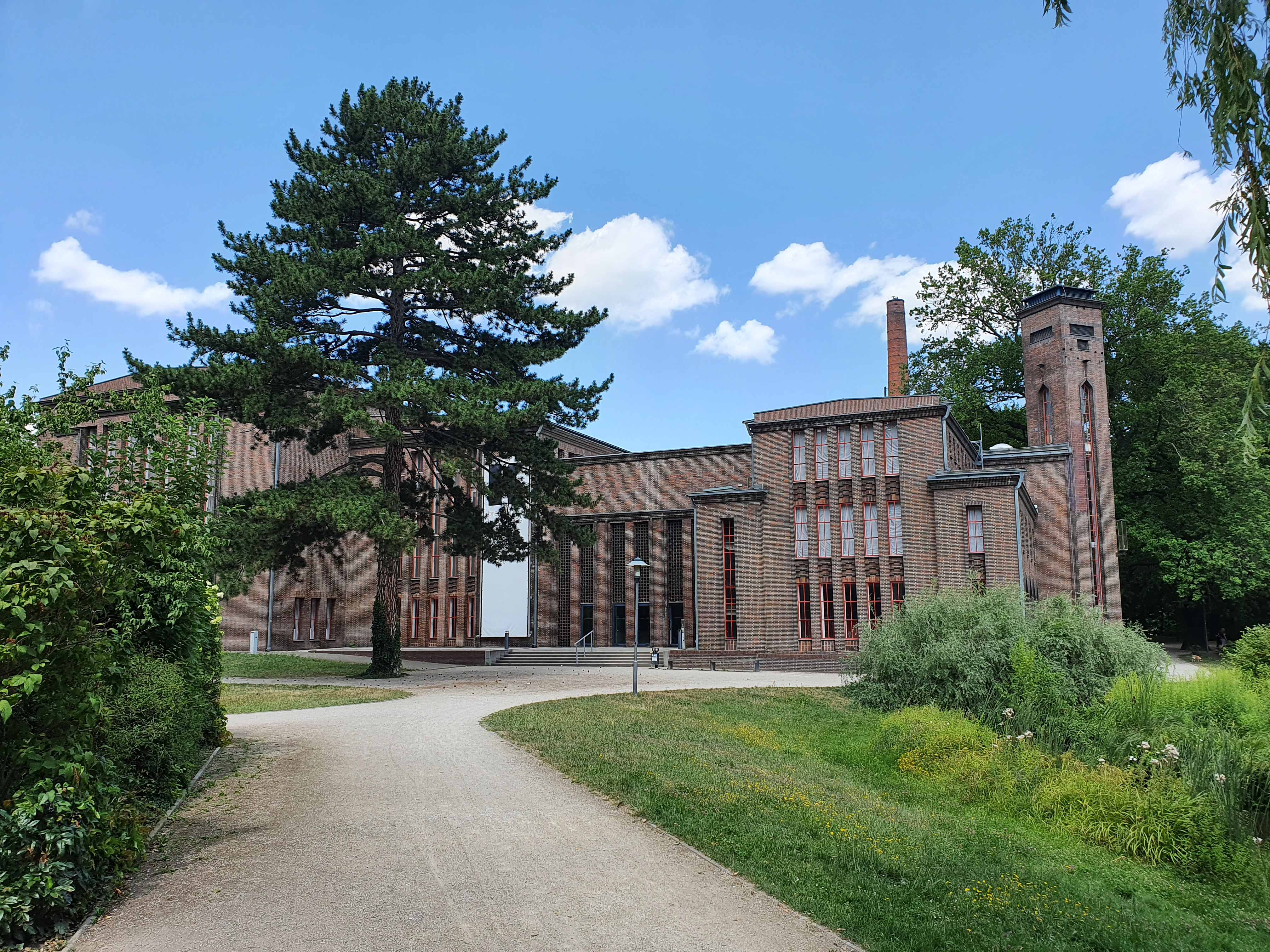
Außenansicht des ehemaligen Kraftwerks (2023)

Das Dieselkraftwerk wurde als Umspannwerk und Spitzenlastkraftwerk 1927 gebaut und ging am 1. April 1928 in Betrieb. Konzipiert wurde die Anlage von Werner Issel (Berlin), der im Laufe seiner Schaffenszeit über 60 Kraftwerke entworfen hat, von denen einige exemplarisch für die Kraftwerksarchitektur der 1920er Jahre stehen, wie das Berliner Kraftwerk Klingenberg (Entwurf gemeinsam mit Walter Klingenberg). Die elektrische Ausrüstung stammte von der AEG.
Funktionell gliederte sich die Anlage in zwei Teilbereiche: Das Maschinen- und Umformerhaus beherbergte den Dieselgeneratorsatz mit einem MAN-Großdieselmotor mit 1500 PS Leistung, der einen Gleichstromgenerator antrieb. Außerdem standen hier rotierende Umformersätze (Kombination Elektromotor / Generator) zum Umrichten von Gleich- auf Wechselspannung im Spitzenlastbetrieb. Im Schalthaus wurde die Energie auf die 3 kV-Unterstationen der Stadt verteilt. Außerdem wurde hier eine 20 kV-Fernleitung vom Großkraftwerk Trattendorf eingeführt, über die auch die Grundlastversorgung erfolgte. Zur Umrichtung von Wechsel- auf Gleichspannung zur Versorgung der städtischen Straßenbahn gab es einen weiteren Umrichter. Zur Einführung der Freileitung diente der Treppenturm.
Das Kraftwerk wurde 1959 außer Betrieb genommen, da nach damaliger Ansicht eine dezentrale Energieversorgung als nicht mehr zeitgemäß betrachtet wurde. Außerdem war der Netzausbau so weit fortgeschritten, dass auf die Spitzenlastversorgung verzichtet werden konnte. Um das Maschinenhaus als Transformatorenwerkstatt nutzen zu können, wurde der Dieselgeneratorsatz abgebaut.
Das von seinem bauhistorischen Wert her im Land Brandenburg einzigartige Industriedenkmal wurde von 2004 bis 2008 zum Kunstmuseum umgebaut, um die Brandenburgischen Kunstsammlungen Cottbus aufzunehmen. Dabei wurde die Außenfassade mit ihrer Verkleidung aus 4,6 cm flachen Eisenklinkern erhalten. Im Innern entstand eine Ausstellungsfläche von insgesamt 1.250 m², die sich auf jeweils drei Räume im ehemaligen Maschinenhaus und drei Räume im alten Schalthaus verteilt. Die Umbaukosten lagen bei 8 Millionen Euro.